# Каср Харрана
Каср Харрана (араб. قصر حرّانة), іноді Каср аль-Харана, Харана, Каср аль-Харана, Каср аль-Харана, Харане, Хаурані або Хране, — один із найвідоміших пустельних замків, розташований у сучасній східній Йорданії, приблизно за 60 кілометрів (37 миль) на схід від Аммана і відносно близько до кордону з Саудівською Аравією. Невідомо, коли був побудований палац, але, ймовірно, він походить від династії Омеядів. Напис на верхній стіні датує будівлю до 710 року нашої ери. Можливо, на цьому місці існував грецький або візантійський будинок. Призначення споруди є предметом суперечок серед науковців. Теорії щодо призначення касру включають замок хрестоносців, військову фортецю, сільськогосподарський форпост і місце відпочинку для караванних мандрівників. Поточний консенсус вчених полягає в тому, що будівля використовувалася для зустрічей між місцевими лідерами бедуїнів.

## Опис
Каср — це майже квадратна будівля, 35 метрів (115 футів) з кожного боку, з три чверті круглих контрфорсів по кутах, виступним округлим входом на південному боці з чвертькруглими контрфорсами та напівкруглими контрфорсами, що розділяють кожен інший фасад навпіл. Він виготовлений із грубих вапнякових блоків, закріплених у глиняному розчині. Через облицювання проходять декоративні ряди плоских каменів.
Ізсередини в будівлі 60 кімнат на двох рівнях, розташованих навколо центрального двору з басейном з дощовою водою посередині. У багатьох кімнатах невеликі щілини для світла та вентиляції. Деякі кімнати прикрашені пілястрами, медальйонами та глухими нішами, обробленими гіпсом.

## Розташування
Палац розташований уздовж шосе Аль-Азрак у віддаленому районі йорданської пустелі, ізольованому від людських поселень. Він розташований приблизно за 65 кілометрів (40 миль) на схід-південний схід від Аммана, Йорданії, столиці. Замок має великий вид у всіх напрямках — дванадцять кілометрів (7,5 милі) на південь, 30 кілометрів (18,5 милі) на захід, кілька кілометрів на північ, а горизонт видно на схід. Додаткових будівель на ділянці не було.
Він побудований на вершині хребта, з якого відкривається краєвид на Ваді аль-Харана. Ваді є основним джерелом води для палацу. Прості системи колодязів під назвою thamail (в однині thamila), арабське слово, що означає «місце, де залишається вода», використовувалися для забору води з ваді. Тамаїл — це ями, викопані у гравії, що лежить на скельній основі ваді, де вони збирають воду. Неможливо ідентифікувати будь-який тамаїл, який використовувався під час будівництва чи використання палацу, оскільки ці ями періодично розмиваються природними повенями. Однак thamail, який використовується сьогодні, був, ймовірно, схожий на той, який використовували ті, хто використовував будівлю. Немає жодних доказів будівництва колодязів чи дамб, щоб забезпечити краще джерело води, ніж тамаїл.

## Призначення
Призначення споруди на сьогодні залишається неясним. У 1895 році сер Джон Едвард Грей Гілл, англійський дослідник, помітив дві глибокі цистерни, які, очевидно, вийшли з ужитку. На жаль, він не розширив це спостереження, і ніхто інший не зафіксував існування будь-яких пристроїв для зберігання води, таких як дамби чи зрошувальні лінії, окрім тамаїлу в руслі ваді. Невеликий масштаб виробництва та зберігання води означає, що малоймовірно, що хтось залежатиме від будівлі для підтримки великих груп, особливо протягом тривалих проміжків часу. Це відхиляє теорії про те, що каср використовувався як караван-сарай (місце відпочинку для торговців), сільськогосподарський форпост або палац, призначений для відпочинку.
Ранні дослідники припускали, що палац використовувався як військова фортеця. Це дуже малоймовірно. Крім того, що він не міг витримати тривалу облогу через обмежене водопостачання, немає ніяких доказів існування зубців, а щілини в стіні були призначені для вентиляції, а не як щілини для стріл.
Не так багато відомо про торговельні шляхи в районі Йордану в ранній ісламський період. Вважається, що торговельні шляхи пролягали з Азраку на північ до Дамаска, а також з Азраку до Халлабату, потім до Аль-Муваккара та Аммана. Каср Харрана розташований далеко від обох цих шляхів, тому малоймовірно, що він був призначений як пункт обслуговування караванних торговців, оскільки він не тільки віддалений, але й мав пропонувати воду. Хоча існували кімнати, які використовувалися як стайні, немає доказів наявності великих загонів, які були б необхідними для груп караванів. У будівлі немає бань і декоративної мозаїки, тому малоймовірно, що будівля використовувалася як палац для відпочинку. Можливе призначення будівлі — місце зустрічі місцевих лідерів бедуїнів. Хоча в ньому бракувало інфраструктури для тривалого перебування великих груп, у ньому є стайні, багато кімнат і внутрішній двір, який був би сприятливим для зустрічей.

## Стиль забудови, планування, техніка
Каср Харрана поєднує різні регіональні традиції зі впливом нової на той час релігії ісламу для створення нового стилю. Сирійські будівельні традиції вплинули на дизайн замку із застосуванням сасанідських методів будівництва. Планування повторює сирійські будинки, на які вплинули візантійські та римські звичаї.

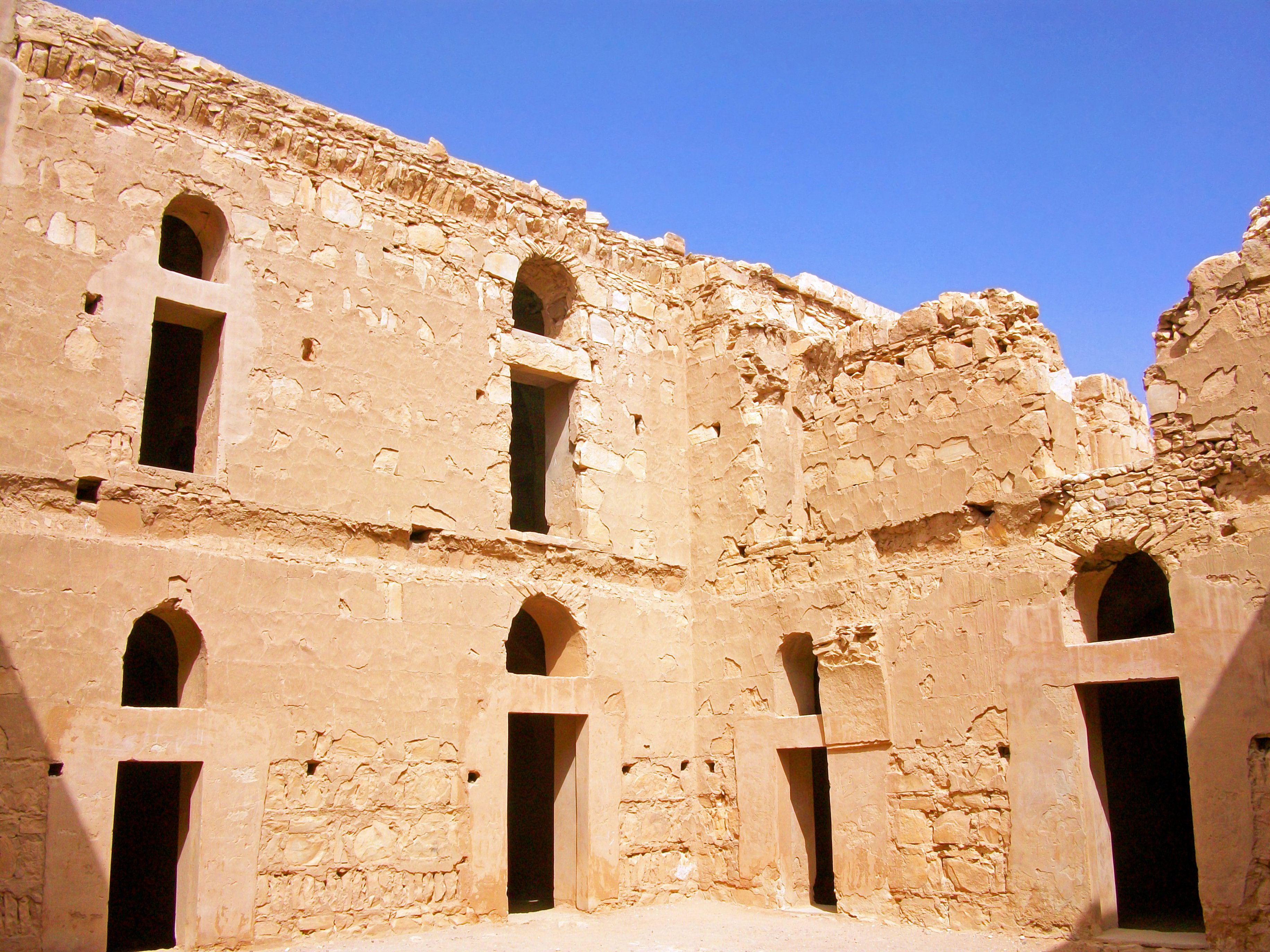
Подвір'я

Єдиний вхід на південній стіні. Обабіч входу два чвертькруглих контрфорси. Через вхід веде прохід розміром 3,5 на 9,15 метра, який веде у подвір'я розміром 12,65 на 12,95 метра. Планування в основному складається з байтів, які є окремими групами кімнат. Ці байти складаються з приміщень, які з'єднані одна з одною дверними прорізами, але з'єднані з іншими кімнатами лише внутрішнім подвір'ям. Зі східного та західного боку подвір'я розташовані байти на вісім кімнат кожен, а з північного боку — анфіти з семи кімнат. Кожен люкс має центральну кімнату, від якої відходять менші кімнати. Кожна кімната, яка примикає до внутрішнього подвір'я, має дверний отвір, який з'єднує її з внутрішнім подвір'ям. По обидва боки від вхідного коридору розташовані більші зали розміром приблизно 12,8 на 8 метрів. Зали розділені на дві частини стовпами і, ймовірно, використовувалися як стайні та комори.
На перший поверх, розташований у південно-західному та південно-східному кутах двору, ведуть двоє сходів. Кожні сходи мають два марші з невеликими майданчиками на півдорозі. У верхній частині кожних сходів є троє дверей. Один веде на перший поверх портика, один веде до кімнат, а інший веде до коридору зі сходами, які ведуть на терасу на даху. Південний бік першого поверху має по два п'ятикімнатні затоки в кожному кутку, з великою центральною кімнатою між ними. Інша частина першого поверху досить точно повторює планування першого поверху, хоча кімнати орієнтовані не зовсім однаково, а розміри дещо відрізняються від кімнат на першому поверсі.

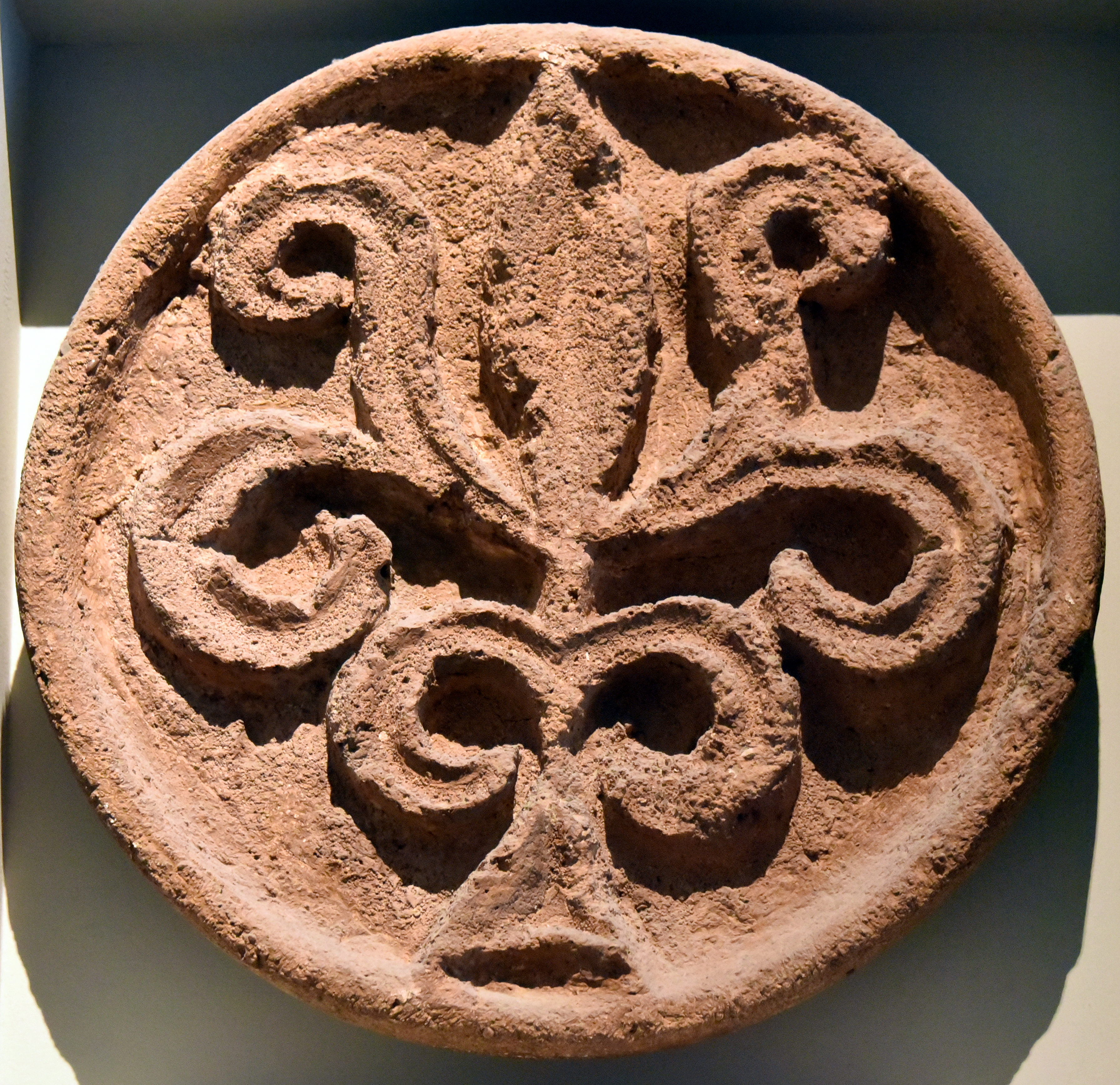
Розетка з мотивом дерева або чергуванням листя, початок VIII століття (Пергамський музей)

Подібно до сасанідських будівель, структурна система замку — це поперечні арки, що підтримують бочкоподібні склепіння. На місці виникла необхідність дещо змінити ці технології будівництва. Арки не з'єднані з несучою стіною, а розміщені на несучих кронштейнах. Загальна вага конструкції утримує ці елементи разом. Були використані новіші будівельні матеріали, такі як дерев'яні перемички, що дозволило будівлі бути більш гнучкою та стійкою до землетрусів.
Ісламські концепції громадського та приватного були задоволені через вузькі щілини, що відкривали вид назовні (і звідти), великі вікна всередині та північну терасу, що розділяє дві квартири. Для молитви була відведена кімната з південного боку.
Стінні щілини не могли бути використані лучниками, оскільки вони неправильної висоти та форми. Натомість вони слугували для контролю пилу та світла та використовували перепади тиску повітря для охолодження приміщень за допомогою ефекту Вентурі.
Архітектурний стиль і оздоблення будівлі демонструють вплив сирійських, парфянських і сасанідських традицій. Деякі вчені стверджують, що споруда побудована під час сасанідської окупації території в 620-х роках.

## Історія
У наступні століття замок був покинутий і занедбаний. Він постраждав від кількох землетрусів.
Гілл опублікував першу відому письмову згадку про каср у 1896 році. Точну дату побудови палацу визначити важко. Було кілька етапів будівництва. Перша черга становить весь перший поверх і західну частину першого поверху. Друга черга становить кімнати на південному та східному боках першого поверху. Третя черга, яка не була завершена, становить недобудовані кімнати в північно-західному куті першого поверху.
Хоча точно невідомо, коли вперше побудували споруду, у нас є terminus ante quem. У великій кімнаті на західному боці першого поверху є невеликий напис, який свідчить, що це написано 24 листопада 710 року нашої ери. Цей напис датує закінчення першого етапу будівництва палацу.
Є три грецькі написи, які нерозбірливі. Один натякає на військове звання, а інший містить букву «V», яка може бути римською цифрою. Ці написи вказують на існування інших написів, які з того часу втрачені або спотворені. Джерело каменів, які містять ці написи, невідоме. Хоча цілком можливо, що на цьому місці була будівля, яка передувала касру, камені також могли походити від знаків у пустелі. Ці три написи недостатньо підтверджують існування більш ранньої будівлі.
У 1895 році Гілл відвідав це місце. Він дав досить точний опис палацу, хоча неправильно прочитав свій компас і сказав, що південний вхід був на східному фасаді. Він неправильно назвав вентиляційні щілини в стінах щілинами для стріл, як це було б у військовій фортеці. Гілл визначив деякі кімнати на першому поверсі як «каплиці з маленькими нормандськими арками у верхній частині кімнат і християнськими пристроями». Це привело його до висновку, що ця будівля була замком хрестоносців, який «призначався для використання як фортеця та запас води між Умм Моґр і Асраком».
Алоїз Мусіль, чеський географ, відвідав це місце в 1898, 1900 і 1901 роках. Він був переконаний, що будівлю використовували як фортецю. Намагаючись виправдати це, він включив зубчасті стіни у свої схематичні малюнки і безпідставно стверджував, що їх було знесено, щоб їхнє каміння можна було повторно використати як зброю.
У 1922 році Антонен Жоссен і Рафаель Савіньяк опублікували опис Каср Харрани у своїй Місії archéologique En Arabie, оціненій як «наукова пам'ятка». У 1946 році Набія Еббот опублікувала повний переклад і аналіз написів у Каср Харрані. Це було важливо, оскільки ранні дослідники не змогли перекласти весь текст. Її переклад дозволив датувати будівлю щонайпізніше 710 роком нашої ери.
Наприкінці 1970-х років палац реставрували. Під час реставрації внесли деякі зміни. Двері у східній стіні закрили, використано трохи цементу та штукатурки, що не відповідало існуючому матеріалу. Після реставрації в 1987 році Стівен Уріс написав свою докторську дисертацію про замок, опубліковану як книга «Каср Харана у Трансйорданії».

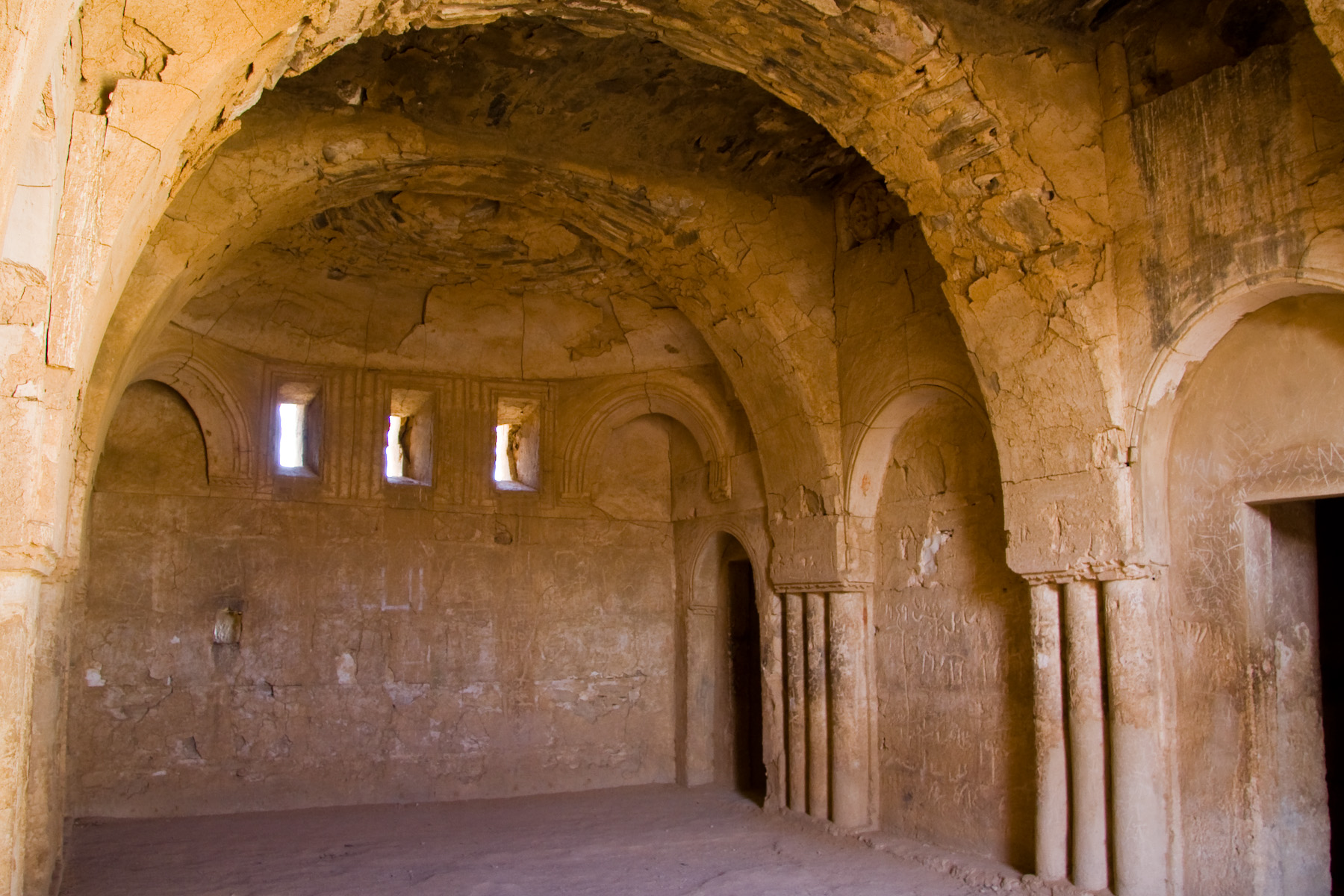
Внутрішнє оздоблення Каср Харрани, що демонструє вплив Сасанідів

## Туризм
Каср Харрана залишається дуже добре збереженим і відкритий для туристів з 8 ранку до 6 вечора з травня по вересень і від 8 ранку до 4 вечора в інший час року. Територія огороджена центром для відвідувачів на південно-східному куті, де розташований головний вхід на територію замку. Асфальтована дорога веде від шосе до достатньо великої стоянки для автомобілів і кількох автобусів, розташованої на південь від входу. До об'єкта можна дістатися лише по одній магістралі, до нього не можна дістатися громадським транспортом. Нині замок перебуває під юрисдикцією Департаменту старожитностей Йорданії. Міністерство туризму Королівства контролює доступ до місця через новий центр для відвідувачів, стягуючи плату за вхід у розмірі 1 йорданський динар ($1,42 USD) протягом світлового дня. Купець-бедуїн продає на стоянці вироби ручної роботи та напої. Біля головного входу є табличка арабською та англійською мовами. Відвідувачі можуть вільно оглянути всю будівлю. Існує мало даних щодо кількості відвідувачів на рік. Сайт має рейтинг 4,3/5 зірок на Google Maps і 4/5 зірок на Tripadvisor.